# 山本愛
秋本愛（原名大友愛，1982年3月24日—），出生於日本宮城縣仙台市，是日本女子排球運動員，身高182公分，體重71公斤，場上位置為副攻。

## 生涯簡介
秋本爱自中学一年级起打球，2001年高校毕业後以大友愛的名義加入NEC红火箭。同年也首次入选日本女排，参加世界女排大奖赛。
2003年被前國家隊總教練柳本晶一征召进入日本女排大军，却因个人理由而推辞。直至2004年雅典奥运預选赛前才获得重召，终於使日本女排相隔8年再次打进奥运，大友爱也获选为奥运代表正选成员之一。
2005年以现役选手身份推出个人写真集「I Love…」以及DVD「You Are My…」，掀起不少话题，也令她获得不少人气，吸引不少球迷關注。
2006年1月与沙排选手山本辰生结婚，并宣布怀孕2个月。同年3月正式退出NEC红火箭，并在8月诞下女儿，取名为「美空」，其後離婚。
2008年4月宣佈复出，以大友愛的名義加入久光制药Springs，再次踏上排球生涯之路，2008-09球季都以先發副攻的身份出賽。2009年7月正式转会到JT Marvelous，与同队的竹下佳江、位田爱、谷口雅美等一同在新球季并肩作战。

## 生涯及得獎經歷
- 生涯簡歷

将监中學→仙台育英学园高等学校→NEC红火箭(2001-2006年)→久光制药Springs(2008-2009年)→JT Marvelous(2009年7月起)
- 日本女排 - 2001-2002年、2004-2005年、2010年
- 國際賽事
  - 奧運會 - 2012年
  - 奧運會 - 2004年
  - 世錦賽 - 2002年
- 獲得獎項
  - 2000年 - V.League新人王
  - 2002年 - 第51屆黑鷲旗全日本排球錦標賽最佳六人獎
  - 2005年 - 第54屆黑鷲旗全日本排球錦標賽最佳六人獎
  - 2009年 - 第58屆黑鷲旗全日本排球錦標賽最佳六人獎

## 演出作品
寫真集
- 大友愛「I Love …」（扶桑社） ISBN 4594049877

DVD
- 大友愛「You Are My …」（Pony Canyon）

## 外部連結
- JT Marvelous官方網站 （页面存档备份，存于）
- 大友愛個人檔案（JT Marvelous官方網站內） （页面存档备份，存于）